# Шавлія віщунів
Шавлія віщунів (шавлія провісників, сальвія, Salvia divinorum Epling & Játiva) — рослина з родини глухокропивових, листя якої містять в собі психоактивний галюциноген Сальвінорин А.

## Загальні назви
Є багато загальних назв для S.divinorum, включаючи шавлія віщунів, ска-марія пастора, шавлія провидця, yerba de la pastora, просто шавлія, а також салі-д і чарівна м'ята.

## Законодавча регуляція
Постановою Кабінету Міністрів України від 31 травня 2010 року № 373 внесена до переліку наркотичних засобів, психотропних речовин і прекурсорів.
Постановою уряду № 408 від 23 травня 2012 року «шавлію віщунів» виключено з переліку заборонених наркотичних засобів, психотропних речовин і прекурсорів. Але це не означає, що шавлія віщунів стала мати легальний статус в України: в Пункті 3 цієї ж постанови у примітці 2 сказано, щодо рослин або їх частин, які містять будь-який засіб, включений до списку № 1 таблиці IV, здійснюються ті самі заходи контролю, як і щодо зазначеного засобу.
Також у Пояснювальній записці від Державної служби України з контролю за наркотиками приведено обґрунтування необхідності прийняття акту: «Рослини, які пропонується виключити, в природних умовах на території України не ростуть і лише деякі з них у обмежених кількостях вирощуються в тепличних умовах для наукових цілей.
До того ж контроль за названими рослинами передбачається постановою Кабінету Міністрів України від 27.06. 2011 № 796, якою запроваджуються заходи з відстеження будь-яких рослин або їх частин у разі наявності в їх складі наркотичних засобів або психотропних речовин і включення таких рослин до Переліку дублює рішення Уряду.»

## Міжнародно-правовий статус ентеогенів
Стаття 32 Конвенції про психотропні речовини дозволяє державам звільняти від заборони певні традиційні способи вживання речовин:
|  | Держава, на території якої ростуть дикі рослини, що містять психотропні речовини з числа тих, що містяться в Додатку I, і які традиційно використовуються певними невеликими, чітко визначеними групами в магічних чи релігійних обрядах, може під час підписання, ратифікації чи приєднання, робити застереження щодо цих рослин стосовно положень статті 7, за винятком положень, що стосуються міжнародної торгівлі.Оригінальний текст (англ.) A State on whose territory there are plants growing wild which contain psychotropic substances from among those in Schedule I and which are traditionally used by certain small, clearly determined groups in magical or religious rites, may, at the time of signature, ratification or accession, make reservations concerning these plants, in respect of the provisions of article 7, except for the provisions relating to international trade. |

Однак це звільнення застосовується лише в тому випадку, коли рослину буде явно додано до Списків психотропної конвенції. Нині Конвенція застосовується лише до хімічних речовин. Однак у Коментарі до Конвенції про психотропні речовини зазначається, що рослини, які містять її, не підлягають міжнародному регулюванню:
Вирощування рослин, з яких отримують психотропні речовини, не регулюється Віденською конвенцією .... Ні корона (плід, брунька з мескалем) кактуса пейот, ні коріння рослини Mimosa hostilis, ані псилоцибінові гриби не включено до Списку 1, а лише відповідні речовини, мескалін, ДМТ та псилоцин.Оригінальний текст (англ.)
The cultivation of plants from which psychotropic substances are obtained is not controlled by the Vienna Convention .... Neither the crown (fruit, mescal button) of the Peyote cactus nor the roots of the plant Mimosa hostilis nor Psilocybe mushrooms themselves are included in Schedule 1, but only their respective principals, mescaline, DMT, and psilocin.
Нині жодні рослини (природні матеріали), що містять ДМТ, не регулюються Конвенцією 1971 року про психотропні речовини. Отже, препарати (наприклад, відвари), виготовлені з цих рослин, включно з аяваскою, не перебувають під міжнародним контролем і, отже, не підпадають під дію жодної статті Конвенції 1971 року. - Міжнародна рада з контролю за наркотиками (МКНБ), ООНОригінальний текст (англ.)
No plants (natural materials) containing DMT are at present controlled under the 1971 Convention on Psychotropic Substances. Consequently, preparations (e.g. decoctions) made of these plants, including ayahuasca are not under international control and, therefore, not subject to any of the articles of the 1971 Convention. -- International Narcotics Control Board (INCB), United Nations

## Відеозаписи наркотичного стану
- «Писання листа до Конгресу США під шавлією» [Архівовано 15 січня 2009 у Wayback Machine.]